# Colura digitalis
Colura digitalis là một loài Rêu trong họ Lejeuneaceae. Loài này được (Mitt.) Stephani mô tả khoa học đầu tiên năm 1916.